# Phalanta ceylonica
Phalanta ceylonica är en fjärilsart som beskrevs av Manders 1902/03. Phalanta ceylonica ingår i släktet Phalanta och familjen praktfjärilar. Inga underarter finns listade i Catalogue of Life.